# Misión de Estudios de Patología Regional Argentina
La Misión de Estudios de Patología Regional Argentina (M.E.P.R.A.) fue un laboratorio e institución dedicada a la salud  cuyo fin era la investigación, el diagnóstico y la definición de las enfermedades que se consideraban propias del norte argentino. Fundada por el Dr. Salvador Mazza en 1926, dependía de la Cátedra de Clínica Quirúrgica, Facultad de Medicina, Universidad de Buenos Aires. 
Bajo el paradigma bacteriológico y los preceptos de la medicina experimental vigentes entonces, esta misión de estudios tuvo como propósito la investigación y la definición de  aquellas enfermedades que se consideraba eran propias de la región norte del país.
Partiendo de este precepto, la búsqueda activa de casos para diagnosticar e investigar fue el imperativo a partir del cual Mazza creó en 1924 una sociedad científica que nucleó a médicos de varias provincias, la Sociedad Argentina de Patología Regional Norte (S.A.P.R.N.) y, al mismo tiempo, inició un intenso recorrido por los territorios norteños.
Se destacan los trabajos realizados para un mejor y más completo conocimiento de la Enfermedad de Chagas.

## Creación

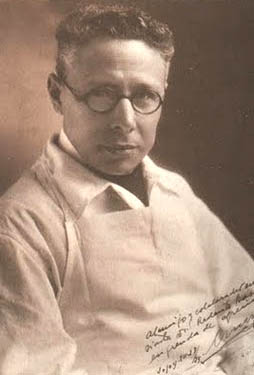
Salvador Mazza en 1928

En febrero de 1926, el Consejo Superior de la Universidad de Buenos Aires aprobó la creación de la "Misión de Estudios de Patología Regional Argentina". Esta iniciativa fue impulsada por el Doctor José Arce, quien se encontraba a cargo del Instituto de Clínica Quirúrgica de la Facultad de medicina de la Universidad de Buenos Aires (UBA) y, al mismo tiempo se desempeñaba como rector en dicha universidad. 
La creación de la M.E.P.R.A. contó a su vez con la colaboración del gobierno de la provincia de Jujuy, que fue la locación seleccionada para la instalación de la institución. El gobernador de Jujuy, Benjamín Villafañe, impulsó la donación de un terreno ubicado en las afueras de la ciudad de San Salvador de Jujuy y la suma de treinta mil pesos destinados a la construcción del edificio. Con el aporte económico de la UBA, el 25 de agosto de 1929 la M.EP.R.A. se instaló definitivamente en la provincia de Jujuy.
En 1930 la M.E.P.R.A. adquirió un vagón de ferrocarril -el E-600- acondicionado como laboratorio, consultorio y vivienda. Este vagón aprovechó las nutridas vías férreas que proliferaban en el país desde fines del siglo XIX para recorrer el territorio del norte en busca de agentes patógenos, vectores y casos para diagnosticar. 
La M.E.P.R.A. trabajó en el diagnóstico de personas que trabajaban o residían en las regiones en las que la economía norteña proliferaba; fundamentalmente en relación con la explotación del algodón, la industria azucarera y la explotación forestal. Estos centros productivos generaban una creciente mano de obra que se satisfizo mediante la migración -temporal o estacional- de las poblaciones aledañas. Las enfermedades se convirtieron en un problema público a medida que afectaban a esta creciente población migrante que llegaba a los centros productivos en busca de trabajo. Por otra parte, el avance sobre el territorio natural y la expansión de explotaciones económicas en entornos como el monte chaqueño aumentaron la exposición a diversas enfermedades, especialmente en un contexto de condiciones de vida y vivienda sumamente precarias. La demanda de mano de obra generó una creciente movilidad de población que transformó el patrón de asentamientos sociales y generó nuevas complejidades para la atención de la salud.  
Al respecto, en la publicación N°38 de la MEPRA se apunta: "Resultan numerosos los enfermos chagásicos que permanecen sin la debida comprobación microscópica por esta causa y especialmente por el apremio del retorno al trabajo de la población afectada, casi siempre constituida por jornaleros, que acuden al médico buscando una rápida curación, para regresar de inmediato a sitios considerablemente alejados de los centros urbanos" (Publicaciones de la MEPRA N°38 - 1938)
Hasta el 6 de septiembre de 1930 la Misión recibía directamente el dinero del Ministerio de Relaciones Exteriores de Argentina, pero a partir de enero de 1931 le fue cortada la subvención hasta octubre del mismo año 
Entre 1926 y 1946 la M.E.P.R.A. produjo un total de 551 publicaciones de las cuales Salvador Mazza escribió 482. Además del Chagas, la MEPRA investigó otras patologías como la Leishmaniasis, el bocio, la fiebre amarilla, el tracoma, la fiebre ondulante (brucelosis), entre otras.  
Además del aspecto biomédico, la M.E.P.R.A. construyó una epidemiología para la Patología Regional. Algunas cuestiones como la pobreza y las viviendas precarias quedaron asociadas hasta el presente con enfermedades como el Chagas. De esta manera, la ruralidad y lo "norteño" fueron términos que se reconfiguraron de un modo estigmatizante, no sólo por la acción de la MEPRA, sino por el lugar que simbólicamente comenzaron a ocupar estos territorios en la argentinidad. 
Durante la década de 1940 la M.E.P.R.A. fue perdiendo apoyo económico y científico. Conforme pasaban los años también las políticas de salud fueron cambiando. La intervención sobre la enfermedad tendió entonces a pensarse desde un enfoque sanitarista, en el que las explicaciones biomédicas cedieron terreno ante las intervenciones más pragmáticas.
En 1946, luego de 20 años de actividad en Jujuy, la M.E.P.R.A. se trasladó a Buenos Aires, ya que éste era el centro científico de la época.
En noviembre del mismo año Mazza fue nombrado delegado oficial al 1.er Congreso Internacional de la Brucelosis en México, pero falleció el 7 de noviembre, a las 21.00 y a los 60 años de edad.

## Últimos años
Luego de la desaparición de Mazza, por diferentes circunstancias, la Misión pasó a ser conducida por distintos médicos: Miguel E. Jörg (interino en 1946), Alberto Manso Soto (1946-1955), Flavio L. Niño (1955) y Guido A. Loretti (hasta su disolución en 1959), en lugar de abrirse un concurso por mérito de actuación para ocupar el cargo que Mazza había dejado.
La institución sufrió una serie de avatares político-institucionales, una sucesiva pérdida de apoyo universitario y además las siguientes direcciones no acertaron a retomar el rumbo que le había impuesto Mazza desde el inicio, y produjeron una lenta agonía hasta que finalmente en mayo de 1959 se produjo su disolución, bajo el argumento que en la institución no se realizaban trabajos de investigación que justificaran los motivos para los cuales había sido creada. 
En el antiguo edificio de la MEPRA funciona el Rectorado de la Universidad Nacional de Jujuy (UNJu).